# Tullbergia mala
Tullbergia mala är en urinsektsart som beskrevs av Christiansen och Bellinger 1980. Tullbergia mala ingår i släktet Tullbergia och familjen Tullbergiidae. Inga underarter finns listade.